# 동서울 요금소
동서울 요금소(東서울料金所, E.Seoul TG)는 경기도 하남시 중부고속도로 115 (하산곡동)에 있는 중부고속도로 본선 상의 요금소이다. 하남 나들목에서 남쪽으로 약 930m 떨어진 지점에 있다. 요금소 명칭과는 달리 서울특별시가 아닌 경기도 하남시 하산곡동에 있다.
1987년 12월 3일 중부고속도로가 전 구간 개통하면서 영업을 개시했다.

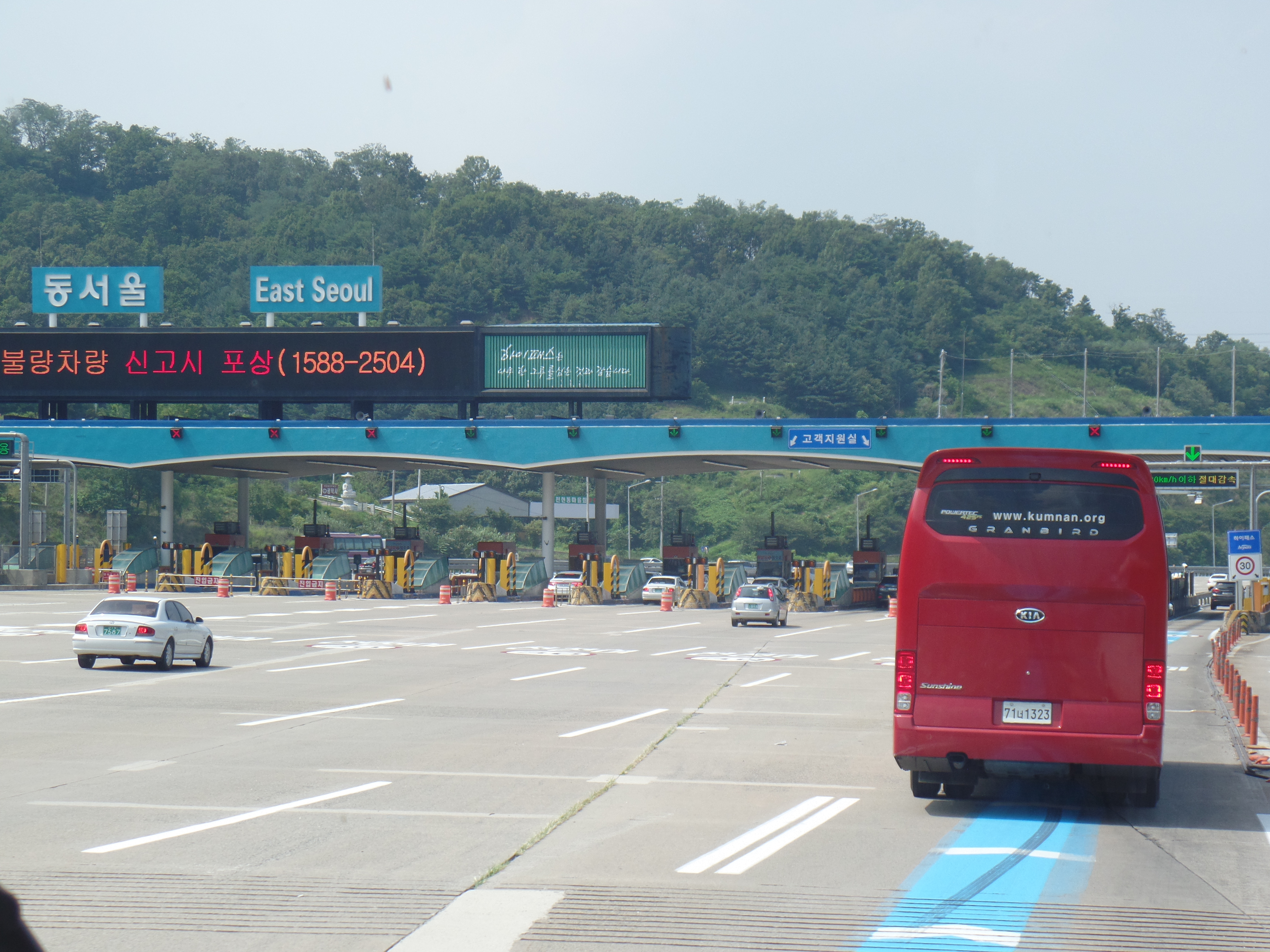
하남방면 (2016년 8월)

## 연혁
- 1986년 9월 23일 : 요금소 건설을 위해 경기도 광주군 동부읍 하산곡리 600m 구간 도로구역 변경[1]
- 1987년 12월 3일 : 중부고속도로 남이 ~ 하일(현 강일) 구간 개통에 따라 영업 개시[2]

## 교통량 정보
| 요금소          | 통행량 (대/일) | 통행량 (대/일) | 통행량 (대/일) | 통행량 (대/일) | 통행량 (대/일) | 통행량 (대/일) | 통행량 (대/일) | 통행량 (대/일) | 통행량 (대/일) | 통행량 (대/일) | 각주  |
| 요금소          | 2001년         | 2002년         | 2003년         | 2004년         | 2005년         | 2006년         | 2007년         | 2008년         | 2009년         | 2010년         | 각주  |
| --------------- | -------------- | -------------- | -------------- | -------------- | -------------- | -------------- | -------------- | -------------- | -------------- | -------------- | ----- |
| 동서울 (폐쇄식) | 40,433         | 52,234         | 57,134         | 58,828         | 61,075         | 63,198         | 65,778         | 64,951         | 66,495         | 66,899         | [ 3 ] |
| 요금소          | 2011년         | 2012년         | 2013년         | 2014년         | 2015년         | 2016년         | 2017년         | 2018년         | 2019년         |                | [ 3 ] |
| 동서울 (폐쇄식) | 66,286         | 64,810         | 64,567         | 66,192         | 68,421         | 64,983         | 66,772         | 66,635         | 68,598         |                | [ 3 ] |

## 하남 방향(상행선)
- 하이패스 전용 진출차로 : 1~3,14~16 차로
- 일반 진출차로 : 4~13,17~20 차로

## 청주 방향(하행선)
- 하이패스 전용 진출차로 : 1~4차로
- 일반 진입차로 : 5~11차로

## 고속도로 연계요금
- 수도권제1순환고속도로 성남 요금소에서 온 차량은 목적지 요금소에서 통행료가 1,2,3종 100원 할인된다.
- 수도권제1순환고속도로 토평 나들목에서 온 차량은 목적지 요금소에서 통행료가 1,2종 400원,3종 300원,4종 200원,5종 100원 할인된다.
- 수도권제1순환고속도로 구리남양주 요금소에서 온 차량은 목적지 요금소에서 통행료가 1,2,3종 300원,4종 100원 할인된다.
- 역방향도 동일하게 적용된다.

## 여담
- 개통 초기엔 현재 위치보다 500m 정도 남쪽에 위치하고 있었지만, 제2중부고속도로 건설에 따라 톨게이트 확장을 위해 현 위치로 이전하였다.
- 과거 대전 방향 동서울 톨게이트는 하이패스 진입 부분이 곡선을 그리면서 들어가도록 되어 있었기 때문에 굉장히 위험한 구조를 가지고 있었다.현재는 다차로 하이패스의 개통으로 선형이 개선되었다.
- 명칭은 동서울이나, 경기도 하남시 하산곡동에 있다. 서울이라는 이름을 갖고 있는 요금소는 모두 서울에 없는데 경부고속도로 서울 요금소는 경기도 성남시 분당구 궁내동에 있고 서해안고속도로 서서울 요금소는 경기도 안산시 상록구 장하동에 있다.그나마 경부고속도로 서울 요금소는 양재동 일원에 있었다가 교통 혼잡으로 성남시로 이전한 것이지만, 동서울 요금소와 서서울 요금소는 애초부터 서울에 없었다.
- 여기를 통과하는 서울행 시외,고속버스는 동서울종합터미널로 가는 노선들이다. 다만 동서울에서 출발하는 호남권 노선들은 정안알밤휴게소 환승 때문에 이쪽으로 올 일은 없으며, 성수대교 및 한남대교를 통해 경부고속도로로 진입한다.
- 하남 나들목과 동서울 요금소간의 거리가 매우 가깝기 때문에, 바로 다음의 하남 나들목으로 빠져나갈 하이패스 차량들은 미리 하위 차로 쪽으로 빠져나는 게 좋다. 하남 분기점 구간부터 정체가 시작되면 동서울 요금소까지 혼잡해지는데, 이 때 1~4차로로 통과한후 무리하게 차선 변경을 하지 말고 중앙의 하이패스 전용 차로를 이용하는게 훨씬 편리하다.